# Lower Baddibu
Lower Baddibu é um distrito da Gâmbia.